# Чжаохуэй
Чжаохуэй (兆惠, 1708 — 10 декабря 1764) — военный и государственный деятель Цинской империи, сыгравший видную роль в завоевании территории, которая сейчас называется Синьцзян.

## Биография
Представитель Жёлтого знамени в системе Восьмизнамённой армии. Внучатый племянник императрицы Сяогунжэнь, четвёртой супруги цинского императора Канси, и троюродный брат цинского императора Юнчжэна.
В 1731 году он начал работать в секретарем в Великом секретариате. Позднее он был назначен заместителем канцлера в Великом секретариате и, прослужив два года (1742—1744) в Мукдене в должности вице-президента Военной коллегии, был отозван в Пекин. В столице Чжаохуэй был назначен младшим вице-президентом коллегии наказаний и занимал эту должность до 1750 года, одновременно занимая должности заместителя генерал-лейтенанта Жёлтого знамени (1745 г.) и генерал-капитана Красного знамени с каймой в гвардии (1746 г.). В 1748 году он был отправлен в провинцию Сычуань в качестве квартирмейстера в армии, которая в то время воевала с местными аборигенами, и в следующем году вернулся в Пекин с победоносной армией. В 1750 году он одновременно служил генерал-капитаном Жёлтого знамени в императорской гвардии, а позже в том же году был назначен старшим вице-президентом Налогового управления. В 1753 году Чжаохуэй был послан в Тибет для проверки обороноспособности в случае вероятного вторжения джугарских войск.
В 1755 году в начале третьей ойрато-маньчжурской войны Чжаохуэй был назначен генерал-квартирмейстером в Улясутай, штаб северной цинской армии. Цинская армия под предводительством Баньди за несколько месяцев подчинила ойратов и посадила на ханский престол нойона Амурсану, ставленника императора Цяньлуна. После отступления главных сил цинской армии Амурсана поднял восстание и настроил большую часть ойратов против цинских захватчиков. Новый экспедиционный цинский корпус под командованием герцога Цэрэнга вторгся в Джунгарию и заставил Амурсану бежать.
К этому времени Чаохуэй был переведен из Улясутая в Баркуль, базу экспедиционных цинских войск. Вызвавшись пойти добровольцем на фронт, он был назначен советником и в начале 1756 года был отправлен с небольшим отрядом в Или, где был назначен помощником командующего экспедиционным корпусом (定邊右副將軍). Тем временем восстание во Внутренней Монголии и неэффективность командиров экспедиции вызвали возобновление сопротивления со стороны ойратов. Амурсана вернулся в Или, чтобы руководить повстанцами, которые почти уничтожили небольшие цинские экспедиционные силы. Только Чаохуэй мог отступить с отрядом из 500 воинов, мужественно сражаясь с превосходящими силами противника. В феврале 1757 года Чжаохуэй прибыл в форт Урумчи, где в течение двенадцати дней был осажден ойратами. Отступая дальше на восток, он вынужден был разбить лагерь, где узнал, что ойраты преградили ему путь к отступлению. Однако в конце концов он присоединился к посланным ему на выручку войскам и благополучно вернулся в штаб в Баркуле (11 апреля). Цинский императора Цяньлун пожаловал ему титул графа Уи 武毅伯 первого класса с правом «вечного наследства» (世世罔替); и, помимо других наград, выдвинул его на пост президента налогового управления.
Весной-летом 1757 года Чжаохуэй и главнокомандующий Сенгун-Джабу во главе большой цинской армии вторглись в Джунгарию и вскоре полностью разгромили разрозненные отряды ойратских повстанцев. Амурсана потерпел поражение и бежал в российские владения в Сибири, где вскоре умер. В 1757—1758 годах цинские войска устроили форменный геноцид и перебили большую часть ойратов. Некоторые из выживших были переселены в Хэйлунцзян, оставив несколько разрозненных племен в богатой долине Иртыша. Этот регион, получивший название Или, патрулировался гарнизонными войсками и стал колонией, куда отправляли эмигрантов и ссыльных.
По приказу императора Цяньлуна Чжаохуэй во главе цинской армии предпринял завоевательный поход из покоренной Джунгарии в соседнюю Кашгарию, где началось мусульманское восстание. В октябре 1758 года Чжаохуэй прибыл с трехтысячной армией с городу Аксу, который сдался ему. В ноябре того же года Джаохуэй подошел к Яркенду, где вскоре в своём лагере был окружен превосходящими силами повстанцев. Говорят, что осада, продолжавшаяся три месяца, настолько сократила запасы Джаохуэя, что его люди дошли до каннибализма. Когда цинский император услышал об этой смелой обороне, он возвел Чаохуэя в титул герцога первого класса с титулом У-и моу-юн 武毅謀勇 и возложил на него другие почести. На помощь Чжаохуэю прибыли новые цинские контингенты, и в феврале 1759 года осада была снята. Чжаохуэй вернулся в Аксу, а в июле смог занять города Яркенд и Кашгар.
По возвращении в Пекин во главе победоносной армии Джохуэй был встречен императором Цяньлунем за пределами Пекина, произведен в генерал-адъютанты императорской гвардии и удостоен нескольких банкетов перед троном. Его портрет был написан для Зала боевых заслуг, известного как Цзы-куан ко. Трудно утверждать категорически, что Джаохуэй был одарён в военном деле, но его по праву можно назвать фу-цян 福將, или «удачливым генералом», ввиду того, что он успешно избежал двух осад, однажды от подавляющей силы враждебных кочевников, а затем и от разъяренных мусульман.
После возвращения в Пекин Джаохуэй занимал должность президента налоговой палаты, а в 1761 году стал помощником великого секретаря. Когда он умер в конце 1764 года, император Цяньлун лично отправился к нему в дом, чтобы принести жертвы, а поскольку сын Джаохуэя, Джалантай 札蘭泰 (ум. 1788), был ещё молод, для урегулирования родового имения были назначены два чиновника. Сыну обещали руку принцессы, а отцу дали посмертное имя Вэнь-сян 文襄. Джалантай унаследовал в 1765 году наследственное звание и семь лет спустя женился на девятой дочери императора, принцессе Хо-ко 和恪公主 (1758—1780).